# 10 de maig
El 10 de maig és el cent trentè dia de l'any del calendari gregorià i el cent trenta-unè en els anys de traspàs. Queden 235 dies per a finalitzar l'any.

## Esdeveniments
Països Catalans
- 1475 - Comtat del Rosselló: després de patir vuit mesos de setge, els perpinyanesos acceptaren l'ordre de Joan II de rendir-se als francesos.
- 1730 - Castella: La Cámara del Consejo de Castilla acorda que «ha procedido siempre con reflexión a que siempre sea mayor el número de castellanos en cada sala que el de natura-les, y los fiscales siempre castellanos», als òrgans de representació catalans.
- 1840 - Barcelona: s'hi funda la Mútua d'Obrers de la Indústria Cotonera, primera associació obrera catalana.
- 1897 - Barcelona: primera representació de Terra baixa, d'Àngel Guimerà, a Barcelona, al teatre Romea.[1]
- 1917 - València: s'hi funda la Feria Muestrario Internacional de Valencia, primera institució firal espanyola.
- 1997 - Barcelona: S'ocupa el Centre Social Autogestionat Can Vies, al barri de Sants.
- 2005 - Barcelona: Inauguració de la rehabilitació del mercat de Santa Caterina (Ciutat Vella), dels arquitectes Miralles i Tagliabue.
- 2024 - A tot el país. Aurora polar vermella visible. L'anterior va ser el 25 de gener de 1938.

Resta del món
- 1503 - Cristòfor Colom arriba a les Illes Caiman, i es converteix en el primer europeu en fer-ho.[2]
- 1508 - Vaticà: Miquel Àngel signa el contracte per a la decoració del fresc de la volta de la Capella Sixtina.
- 1796 - Itàlia: Batalla de Lodi. Napoleó Bonaparte derrota l'exèrcit austríac al pont de Lodi sobre l'Adda.
- 1869 - Promontory (Utah), EUA: Es completa el primer ferrocarril transcontinental dels Estats Units amb la col·locació del simbòlic "darrer clau".
- 1871 - Frankfurt: Signatura del tractat definitiu de pau que va posar fi a la guerra francoprussiana i que va desembocar en la creació d'Alemanya com a país unit.
- 1933 - Berlín: els nazis cremen milers de llibres d'autors jueus, comunistes, etc., a la Bebelplatz i altres llocs d'Alemanya.
- 1940 - Europa: Alemanya comença l'atac contra França, Bèlgica, els Països Baixos i Luxemburg (Segona Guerra Mundial).
- 1972 - CEE: Irlanda es pronuncia a favor de l'adhesió mitjançant un referèndum.
- 2024 - A tot l'hemisferi nord. Aurora polar vermella visible a latituds molt baixes.

## Naixements
Països Catalans
- 1452 - Sos del Rey Católico, Regne d'Aragó: Ferran el Catòlic, rei d'Aragó, 1479 - 1516), de Sicília (Ferran II) (1468 - 1516) i de Nàpols (Ferran III) (1504 1516); rei consort de Castella (Ferran V) (1474 - 1504) (m. 1516).[3]
- 1877 - Barcelona: Paulí Castells i Vidal, enginyer industrial i matemàtic català (m. 1956?).[4]
- 1878 - Girona: Celestina Vigneaux i Cibils, mestra i pedagoga catalana, pionera de l'avantguarda educativa a Catalunya (m. 1964).[5]
- 1897 - València: Josefina Robledo Gallego, guitarrista valenciana (m. 1972).[6]
- 1916 - 
  - Barcelona: Sofia Puche de Mendlewicz, pianista i pedagoga musical catalana (m. 2015).[7]
  - Sabadell: Joan Alsina i Giralt, historiador sabadellenc (m. 2005).
- 1952 - Girona: Anna Pagans i Gruartmoner, política catalana que exercí d'alcaldessa de Girona.[8]
- 1966 - Barcelona: Teresa Forcades i Vila, metgessa, teòloga i monja benedictina catalana.[9]
- 1969 - Sabadell: Imma Moraleda, política catalana

Resta del món
- 1760 - Lons-le-Saunier, Jura, Franc Comtat, França: Claude-Joseph Rouget de Lisle, militar i compositor, autor de La marsellesa, himne nacional de França (m. 1836).[10]
- 1780 - Senigallia, Itàlia: Angelica Catalani, 1780 - París, 12 de juny de 1849) cèlebre soprano italiana.[11]
- 1788 - Broglie, Eure: Augustin Jean Fresnel, físic francès, fundador de l'òptica moderna, pare dels fars moderns (m. 1827).[12]
- 1817 - Berlín: Julius Springer, editor (m. 1877).
- 1843 - Las Palmas de Gran Canaria, Espanya: Benito Pérez Galdós, un dels màxims exponents del realisme literari en llengua castellana (m. 1920).[13]
- 1857 - Stranda, Noruega: Aadel Lampe, líder dels drets de les dones noruegues, política, mestra i sufragista (m. 1944).[14]
- 1866 - Hrodna (Belarús): Léon Bakst, pintor i decorador rus (m. 1924).[15]
- 1878 - Berlín (Imperi Alemany): Gustav Stresemann, polític alemany, Premi Nobel de la Pau de 1926 (m. 1929).[16]
- 1888 - 
  - Viena, Imperi Austrohongarès: Max Steiner compositor de música per al cinema (m.1971).
  - Sutton Coldfieldː Lucy Wills, hematòloga anglesa que descobrí l'àcid fòlic.[17]
- 1890 - Würzburg,(Alemanya): Alfred Jodl, comandant militar alemany (m. 1946).[18]
- 1894 - Bucarest: Elvire Popesco, actriu i directora d'escena romanesa i francesa (m. 1993).[19]
- 1899 - Omaha (Nebraska), EUA: Fred Astaire, actor, cantant i ballarí estatunidenc (m. 1987)
- 1900 - Wendover, Buckinghamshire (Regne Unit): Cecilia Payne-Gaposchkin, astrònoma i astrofísica britanicoamericana (m. 1979).[20]
- 1915 - Londres: Monica Dickens, escriptora anglesa (m. 1992).[21]
- 1916 - Filadèlfia, Pennsilvània (EUA): Milton Babbitt, compositor estatunidenc. Fou el màxim abanderat del serialisme integral (m. 2011).[22]
- 1929 - Bouctouche, Nova Brunswick (Canadà): Antonine Maillet, escriptora i dramaturga canadenca. Premi Goncourt de l'any 1979.[23]
- 1930 - White Plains, Nova York (EUA): George E. Smith, físic nord-americà, Premi Nobel de Física de l'any 2009.[24]
- 1933 - Alger: Françoise Fabian, actriu francesa.[25]
- 1942 - Anet (França): Pascal Lainé, escriptor i guionista francès, Premi Goncourt de l'any 1974.
- 1946 - Wiesbaden, Alemanya: Biruté Galdikas, etòloga canadenca, principal experta en el comportament dels orangutans.
- 1947 - Marsella, França: Josiana Ubaud, lingüista especialitzada en lexicografia i gramaticografia occitana i també botànica.[26]
- 1949 - Milà: Miuccia Prada, dissenyadora italiana de moda i empresària de Prada i Miu Miu.[27]
- 1957 - Londres, Anglaterra: John Simon Ritchie, conegut com a Sid Vicious, cantant i baixista del grup Sex Pistols (m. 1979).
- 1958 - Los Angeles: Ellen Ochoa, astronauta estatunidenca.[28]
- 1960 - Dublín, Irlanda: Bono, cantant i principal lletrista del grup de rock irlandès U2.[29]
- 1961 - Villamalea, Albacete: Dolores de los Llanos Peñarrubia Blasco, catedràtica de biologia dedicada a la docència i la recerca.
- 1962 - San José, Costa Rica: Sandra Cauffman, enginyera elèctrica i física costa-riquenya destacada pel seu treball a la NASA.[30]
- 1965 - St. Catharines, Ontario: Linda Evangelista, model canadenca.[31]
- 1970 - Caracas, Veneçuela: Gabriela Montero, pianista veneçolana.
- 1972 - Datteln, Alemanya Occidental: Katja Seizinger, esquiadora alpina alemanya, medallista olímpica i 36 victòries a la Copa del món.[32]
- 1978 - Fes, Marroc: Lalla Salma, primera esposa del rei Mohammed VI i Princesa del Marroc.[33]
- 1980 - Kasama, prefectura d'Ibaraki, Japó: marxadora japonesa.[34]
- 1995 - Pasadena (Califòrnia), Estats Units: Melissa Jeanette Franklin, coneguda com a Missy Franklin, nedadora i medallista olímpica.

## Necrològiques
Països Catalans
- 1951 - València (l'Horta): Josep Manuel Izquierdo Romeu, músic i compositor valencià (n. 1890).[35]
- 1952 - Villena: Lola Vitoria Tarruella, compositora i escriptora teatral valenciana (n. 1880).[36]
- 1937 - Barcelona: Josep Torres i Vilalta, Toresky, locutor de ràdio, transformista i ventríloc català (n. 1869).[37]
- 1974 - Molins de Rei: Caterina Casas Maymó, pionera del municipalisme femení (n.1888).[38]
- 2004 - Palma: Aina Montaner Rotger, filòloga mallorquina, Premi Ramon Llull l'any 2004 (n. 1944).[39]
- 2021 - Puigverd de Lleida (Segrià)ː Josep Maria Batlle, agricultor i polític. Va ser senador pel PSC (n. 1949).[40]

Resta del món
- 1566, Tubinga (Sacre Imperi): Leonhart Fuchs, metge i botànic alemany i dels fundadors de la moderna botànica (n. 1501).[41]
- 1569, Montilla (Andalusia, Espanya): sant Joan d'Àvila, predicador i escriptor místic (m. 1500).
- 1774, Versalles (Regne de França): Lluis XV, rei de França i de Navarra. Membre de la casa dels Borbons (n. 1715).[42]
- 1794, París: Elisabet de França, membre de la família reial executada en el marc de la Revolució Francesa (m. 1764).[43]
- 1816, París (França): Mateu Lluís Símon i Delitala, magistrat, polític i intel·lectual alguerès (n. 1761).[44]
- 1819, Madrid (Espanya): Mariano Salvador Maella Pérez, pintor valencià del neoclàssic (n. 1739).[45]
- 1849, Japó: Katsushika Hokusai, dibuixant, gravador i pintor japonès de l'estil ukiyo-e (n. 1760).[46]
- 1863, Chancelorsville, Virgínia (EUA):Thomas Jonathan Jackson, conegut com a "Stonewall" Jackson militar sudista.[47]
- 1904, Londres (Anglaterra): Sir Henry Morton Stanley, de nom de naixement John Rowlands explorador gal·lès que va recórrer l'Àfrica (n. 1841).[47]
- 1933, Viena: Selma Kurz, soprano operística austríaca (n. 1874).[48]
- 1972, Londres: Geraldine Beamish, tennista anglesa, medallista als Jocs Olímpics d'Anvers (n. 1883).[49]
- 1977, Nova York: Joan Crawford, actriu estatunidenca (n. 1904).[50]
- 1998, Nova York: Clara Rockmore, intèrpret virtuosa del theremin (n. 1911).[51]
- 2008, Milà, Itàlia: Leyla Gencer, soprano turca (n. 1928).[52]
- 2019, Majadahonda, Espanya: Alfredo Pérez Rubalcaba, polític espanyol que fou secretari general del PSOE i vicepresident del Govern d'Espanya (n. 1951).[53]

## Festes i commemoracions
- S'inicien les festes de Moros i Cristians de Biar (l'Alcoià, País Valencià), fins al 13 de maig.
- Santoral: sants Job, patriarca; Comgall de Bangor, abat; Joan d'Àvila, prevere; Damià de Molokai; beat Niccolò Albergati, bisbe; beata Beatriu I d'Este.